# Vetschau/Spreewald
Vetschau/Spreewald (Nedersorbisch: Wětošow) is een gemeente in de Duitse deelstaat Brandenburg, gelegen in de Landkreis Oberspreewald-Lausitz. De stad telt 7.862 inwoners.

## Geografie
Vetschau/Spreewald heeft een oppervlakte van 110,22 km² en ligt in het oosten van Duitsland.

## Delen van Vetschau/Spreewald
- Göritz/Chórice
- Koßwig/Kósojce
- Laasow/Łaz
- Lobendorf/Loboźice
- Missen/Pšyne
- Naundorf/Njabožkojce
- Ogrosen/Hogrozna
- Raddusch/Raduš
- Repten/Herpna
- Stradow/Tšadow
- Suschow/Zušow
- Tornitz/Tarnojsk
- Wüstenhain/Huštań

Altdöbern ·
Bronkow ·
Calau ·
Frauendorf ·
Großkmehlen ·
Großräschen ·
Grünewald ·
Guteborn ·
Hermsdorf ·
Hohenbocka ·
Kroppen ·
Lauchhammer ·
Lindenau ·
Lübbenau ·
Luckaitztal ·
Neu-Seeland ·
Neupetershain ·
Ortrand ·
Ruhland ·
Schipkau ·
Schwarzbach ·
Schwarzheide ·
Senftenberg ·
Tettau ·
Vetschau/Spreewald